# Municipio de Danvers
El municipio de Danvers (en inglés: Danvers Township) es un municipio ubicado en el condado de McLean en el estado estadounidense de Illinois. En el año 2010 tenía una población de 1925 habitantes y una densidad poblacional de 16,46 personas por km².

## Geografía
El municipio de Danvers se encuentra ubicado en las coordenadas 40°32′38″N 89°12′37″O / 40.54389, -89.21028. Según la Oficina del Censo de los Estados Unidos, el municipio tiene una superficie total de 116.95 km², de la cual 116,82 km² corresponden a tierra firme y (0,11 %) 0,13 km² es agua.

## Demografía
Según el censo de 2010, había 1925 personas residiendo en el municipio de Danvers. La densidad de población era de 16,46 hab./km². De los 1925 habitantes, el municipio de Danvers estaba compuesto por el 97,56 % blancos, el 0,73 % eran afroamericanos, el 0,16 % eran asiáticos, el 0,47 % eran de otras razas y el 1,09 % eran de una mezcla de razas. Del total de la población el 1,77 % eran hispanos o latinos de cualquier raza.